# Cardiandra alternifolia
Cardiandra alternifolia är en hortensiaväxtart som först beskrevs av Sieb., och fick sitt nu gällande namn av Sieb. och Zucc. Cardiandra alternifolia ingår i släktet Cardiandra och familjen hortensiaväxter. Utöver nominatformen finns också underarten C. a. hakonensis.

## Bildgalleri

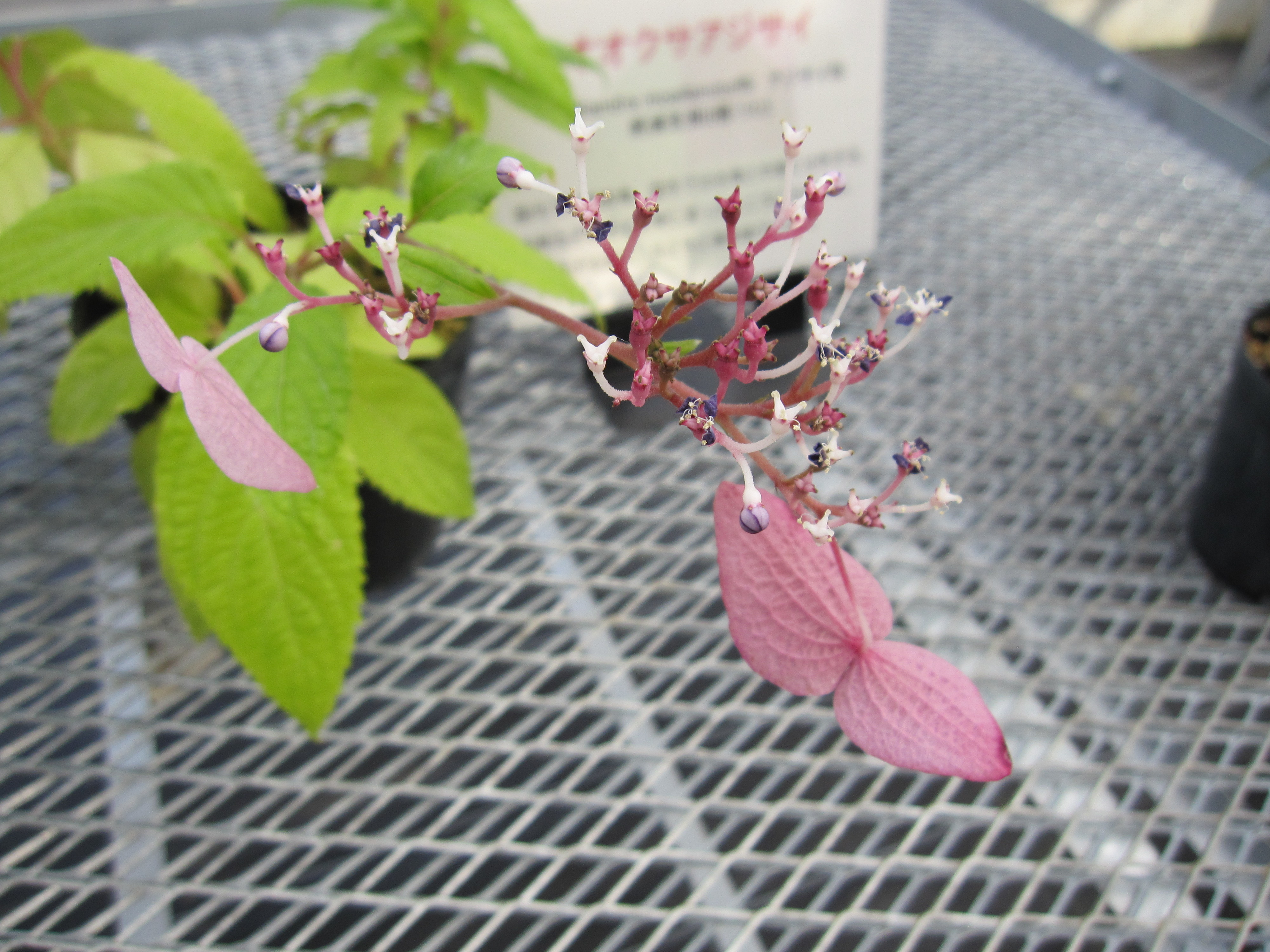